# 1703년
1703년은 그레고리력의 월요일로 시작하는 평년이고 율리우스력의 금요일로 시작하는 평년이다. 1703년이 되었을때 그레고리력은 율리우스력보다 11일 앞서 있었다.
스웨덴의 달력에서는 목요일로 시작하는 평년이며 율리우스력보다 하루 빠르고 그레고리력 보다 10일 뒤쳐져있었다.

## 연호
- 청(淸) 강희(康熙) 42년
- 일본(日本) 겐로쿠(元禄) 16년
- 후 레 왕조(後黎朝) 찐호아(正和) 24년

## 기년
- 류큐(琉球) 쇼테이왕(尚貞王) 35년
- 청(淸) 성조 강희제(聖祖 康熙帝) 42년
- 조선(朝鮮) 숙종(肅宗) 29년
- 후 레 왕조(後黎朝) 희종(熙宗) 28년

## 사건

### 1월-3월
- 1월 9일 – 서반구 무역의 중심이자 당시 카리브에서 가장 큰 도시였던 자메이카의 포트로열이 화재에 의해 파괴되다, 당시 정박하고 있던 영국 국적의 선박들이 항구에 있던 대부분의 무역품들을 보존하는데 성공하지만 시장에 있던 무역품들은 전소된다.
- 1월 14일 – 진도 6.7의 노르챠 지진으로 인해 중부 이탈리아는 최대 메르칼리 진도 9의 영향을 받는다. 사망자는 6240-9761명으로 3번 일어날 지진들 가운데 첫번째다.
- 1월 16일 – 진도 6.2의 몬테레알 지진으로 인해 주변 도시들은 최대 메르칼리 진도 8의 영향을 받아 대부분 파괴된다.
- 1월 30일 (음력 12월 14일) – 일본에서 47명의 뇌인(섬기는 주인 집안을 스스로 떠나거나 혹은 잃고, 봉록을 못 받게 된 사람)들이 전에 섬기던 주군이었던 아사노 나가노리의 복수를 위해 다이묘 키라 요시나카를 암살한다. 47명의 사무라이 중 46명은 할복한다.
- 2월 2일 – 진도 6.7의 라퀼라 지진으로 인해 중부 이탈리아는 최대 메르칼리 진도 10의 영향을 받는다. 지진과 함께 발생한 산사태 등으로 인해 최소 2500명이 사망하고 로마의 시가지도 일부 피해를 입는다.

## 탄생
- 6월 23일 - 루이 15세의 왕비 마리아 레슈친스카. (~1768년)
- 6월 28일 - 감리교회의 창시자 존 웨슬리. (~1791년)

## 사망
- 3월 3일 - 영국의 과학자 로버트 훅. (1635년~)